# Carex indosinica
Espèce
Classification phylogénétique
Carex indosinica est une espèce des plantes du genre Carex et de la famille des Cyperaceae.